# Рене д’Эльбёф
Рене II Лотарингский (14 августа 1536 — 14 декабря 1566) — французский дворянин, 2-й маркиз д’Эльбёф (1550—1566) и граф д’Аркур (1557—1566), генерал галер Франции.

## Биография
Представитель рода Гизов, младшей линии Лотарингского дома. Младший (восьмой) сын Клода Лотарингского (1496—1550), 1-го герцога де Гиза (1528—1550), и Антуанетты де Бурбон (1493—1583).
Родился в Жуанвиле (современный департамент Верхняя Марна).
В 1550 году после смерти своего отца Рене унаследовал титул маркиза д’Эльбёфа.
В 1557 году после смерти Генриха де Рьё, графа д’Аркура (1532—1557), Рене Лотарингский, женатый на его сестре Луизе, унаследовал титул и владения графа д’Аркура.
Участник Итальянских и Религиозных войн. Рене Лотарингский в качестве посла Франции ездил в Шотландию, сопровождая туда свою сестру Марию де Гиз в 1561 году.
В 1563 г. после смерти брата Франсуа сменил его в качестве генерала галер Франции.
Кроме того, он был покровителем искусств, особенно композитора Пьера Клеро из Лотарингии.

## Семья и дети
3 февраля 1555 года он женился на Луизе де Рьё (1531—1570), дочери Клода де Рьё (1497—1532), графа д’Аркура (1518—1532), и Сюзанны де Бурбон-Монпансье (1508—1570). Супруги имели двух детей:
- Шарль I д’Эльбёф (18 октября 1556 — 4 августа 1605), 3-й маркиз д’Эльбёф (с 1566) и 1-й герцог д’Эльбёф (с 1582)
- Мария (21 августа 1555—1605), мадемуазель д’Эльбёф, 10 ноября 1576 года вышла замуж за Шарля де Гиза (1555—1631), герцога Омальского.